# Sean Rooks
Sean Lester Rooks (New York, 9 settembre 1969 – Filadelfia, 7 giugno 2016) è stato un cestista e allenatore di pallacanestro statunitense, professionista nella NBA e in Spagna.

## Carriera
È stato selezionato dai Dallas Mavericks al secondo giro del Draft NBA 1992 (30ª scelta assoluta).

## Statistiche

### College
| Anno      | Squadra          | PG  | PT | MP   | TC%  | 3P%  | TL%  | RP  | AP  | PRP | SP  | PP   |
| --------- | ---------------- | --- | -- | ---- | ---- | ---- | ---- | --- | --- | --- | --- | ---- |
| 1988-1989 | Arizona Wildcats | 32  | 1  | 11,3 | 59,8 | -    | 61,5 | 2,8 | 0,6 | 0,2 | 0,6 | 5,6  |
| 1989-1990 | Arizona Wildcats | 31  | 6  | 22,1 | 53,2 | -    | 70,8 | 4,9 | 1,0 | 0,5 | 1,6 | 12,7 |
| 1990-1991 | Arizona Wildcats | 35  | -  | 22,9 | 56,2 | 50,0 | 65,8 | 5,2 | 1,2 | 0,5 | 1,2 | 11,9 |
| 1991-1992 | Arizona Wildcats | 31  | 29 | 28,3 | 56,0 | 60,0 | 65,1 | 6,9 | 1,7 | 0,9 | 1,0 | 16,3 |
| Carriera  | Carriera         | 129 | 36 | 21,1 | 55,8 | 55,6 | 66,4 | 4,9 | 1,1 | 0,5 | 1,1 | 11,6 |

### NBA

#### Regular Season
| Anno      | Squadra            | PG  | PT  | MP   | TC%  | 3P%  | TL%  | RP  | AP  | PRP | SP  | PP   |
| --------- | ------------------ | --- | --- | ---- | ---- | ---- | ---- | --- | --- | --- | --- | ---- |
| 1992-1993 | Dallas Mavericks   | 72  | 68  | 29,0 | 49,3 | 0,0  | 60,2 | 7,4 | 1,3 | 0,5 | 1,1 | 13,5 |
| 1993-1994 | Dallas Mavericks   | 47  | 28  | 26,7 | 49,1 | 0,0  | 71,4 | 5,5 | 1,0 | 0,4 | 0,9 | 11,4 |
| 1994-1995 | Minnesota T'wolves | 80  | 70  | 30,1 | 47,0 | 0,0  | 76,1 | 6,1 | 1,2 | 0,4 | 0,9 | 10,9 |
| 1995-1996 | Minnesota T'wolves | 49  | 7   | 18,4 | 49,3 | 16,7 | 66,7 | 4,2 | 0,8 | 0,4 | 0,6 | 6,8  |
| 1995-1996 | Atlanta Hawks      | 16  | 0   | 13,4 | 55,2 | 0,0  | 67,4 | 3,2 | 0,6 | 0,3 | 0,9 | 5,8  |
| 1996-1997 | L.A. Lakers        | 69  | 3   | 10,7 | 47,0 | 0,0  | 70,0 | 2,4 | 0,6 | 0,2 | 0,6 | 3,8  |
| 1997-1998 | L.A. Lakers        | 41  | 1   | 10,4 | 45,5 | -    | 59,5 | 2,9 | 0,6 | 0,0 | 0,6 | 3,4  |
| 1998-1999 | L.A. Lakers        | 36  | 0   | 8,8  | 40,5 | 0,0  | 70,8 | 2,0 | 0,3 | 0,1 | 0,3 | 2,7  |
| 1999-2000 | Dallas Mavericks   | 71  | 13  | 14,1 | 43,1 | -    | 73,0 | 3,5 | 1,0 | 0,4 | 0,7 | 4,4  |
| 2000-2001 | L.A. Clippers      | 82  | 0   | 18,9 | 42,8 | 50,0 | 74,8 | 3,7 | 0,9 | 0,4 | 0,8 | 5,4  |
| 2001-2002 | L.A. Clippers      | 61  | 2   | 11,9 | 41,8 | -    | 72,4 | 2,0 | 0,4 | 0,2 | 0,3 | 3,0  |
| 2002-2003 | L.A. Clippers      | 70  | 38  | 19,2 | 42,1 | 0,0  | 81,0 | 3,1 | 1,0 | 0,5 | 0,6 | 4,2  |
| 2003-2004 | N.O. Hornets       | 35  | 0   | 9,3  | 36,2 | -    | 80,0 | 1,4 | 0,3 | 0,3 | 0,1 | 2,3  |
| 2003-2004 | Orlando Magic      | 20  | 0   | 13,5 | 35,1 | 0,0  | 95,5 | 2,4 | 0,9 | 0,3 | 0,3 | 3,1  |
| Carriera  | Carriera           | 749 | 230 | 18,1 | 45,9 | 9,1  | 69,9 | 3,8 | 0,8 | 0,3 | 0,7 | 6,2  |

#### Playoffs
| Anno     | Squadra       | PG | PT | MP   | TC%  | 3P% | TL%  | RP  | AP  | PRP | SP  | PP  |
| -------- | ------------- | -- | -- | ---- | ---- | --- | ---- | --- | --- | --- | --- | --- |
| 1996     | Atlanta Hawks | 10 | 0  | 14,0 | 57,1 | -   | 61,9 | 2,7 | 0,7 | 0,4 | 0,4 | 4,5 |
| 1997     | L.A. Lakers   | 8  | 0  | 6,8  | 44,4 | -   | 75,0 | 1,5 | 0,1 | 0,4 | 0,4 | 1,8 |
| 1998     | L.A. Lakers   | 4  | 0  | 2,8  | 33,3 | -   | -    | 0,3 | 0,0 | 0,0 | 0,8 | 1,0 |
| 1999     | L.A. Lakers   | 7  | 0  | 6,9  | 33,3 | -   | 83,3 | 0,3 | 0,4 | 0,0 | 0,1 | 1,3 |
| Carriera | Carriera      | 29 | 0  | 8,7  | 49,0 | -   | 68,6 | 1,4 | 0,4 | 0,2 | 0,4 | 2,5 |